# Лорен Кохан
Лорен Кохан (енгл. Lauren Cohan; Њу Џерзи, 7. јануар 1982) британско-америчка је глумица, најпознатија по својој улози Меги Грин у постапокалиптичној хорор телевизијској серији AMC-ја, Окружен мртвима (2011—2018; 2020—2022). Њене друге ТВ улоге чине: Бела Талбот у фантастичној серији Ловци на натприродно (2007—2008), Роуз у натприродно-тинејџерској драми Вампирски дневници (2010—2012), Вивијан Макартур Волков у акционој комедији Чак (2011) и Франческа „Френки” Троубриџ у акционој драмедији Виски Кавалијер (2019). Глумила је у комедији Ван Вајлдер 2 (2006), психолошком трилеру и хорору Дете зла (2016), биографској драми Тупак: Легенда (2017) и акционом трилеру Миља 22 (2018).

## Филмографија

### Филм
| Година | Српски назив                             | Изворни назив | Улога                  | Напомене    |
| ------ | ---------------------------------------- | ------------- | ---------------------- | ----------- |
| 2005.  |                                          |               | Алесија                | кратки филм |
| 2005.  | Казанова                                 |               | сестра Беатриче        |             |
| 2006.  | Ван Вајлдер 2                            |               | Шарлот Хигинсон        |             |
| 2008.  |                                          |               | Емили Фултон           |             |
| 2010.  |                                          |               | Лето                   |             |
| 2010.  |                                          |               | Лорен                  | кратки филм |
| 2010.  | Трка смрти 2                             |               | Септембер Џоунс        |             |
| 2014.  | Достигни ме                              |               | Кејт                   |             |
| 2016.  | Дете зла                                 |               | Грета Еванс            |             |
| 2016.  | Бетмен против Супермена: Зора праведника |               | Марта Вејн             |             |
| 2017.  | Тупак: Легенда                           |               | Лејла Стајнберг        |             |
| 2018.  | Миља 22                                  |               | Алис Кер               |             |
| 2022.  |                                          |               | Џулија Пениворт (глас) |             |

### Телевизија
| Година                | Српски назив                             | Изворни назив | Улога                       | Напомене                                                                                                  |
| --------------------- | ---------------------------------------- | ------------- | --------------------------- | --- |
| 2007.                 | Одважни и лепи                           |               | Радница                     | Епизода: „Епизода #1.4986”                                                                                |
| 2007—2008.            | Ловци на натприродно                     |               | Бела Талбот                 | Главна улога (3. сезона); 6 епизода                                                                       |
| 2008.                 | Валентајн                                |               | Џоана Клеј                  | Епизода: „Пилот”                                                                                          |
| 2009.                 | До живот                                 |               | Џеки Ролдер                 | Епизода: „Иницијатива 38”                                                                                 |
| 2010.                 | Модерна породица                         |               | Рецепционарка               | Епизода: „Искључено”                                                                                      |
| 2010.                 | Злочини из прошлости                     |               | Рејчел Малон ’86            | Епизода: „Један пад”                                                                                      |
| 2010.                 | Место злочина: Њујорк                    |               | Мередит Мјур                | Епизода: „Застава на представи”                                                                           |
| 2010—2012.            | Вампирски дневници                       |               | Роуз                        | Споредна улога (2—3. сезона); 6 епизода                                                                   |
| 2011.                 |                                          |               | Лили                        | Пилот |
| 2011.                 | Чак                                      |               | Вивијан Макартур Волков     | Споредна улога (4. сезона); 5 епизода                                                                     |
| 2011—2018. 2020—2022. | Окружен мртвима                          |               | Меги Грин                   | 96 епизода Споредна улога (2. сезона) Главна улога (3—11. сезона) Специјална гостујућа улога (10. сезона) |
| 2012.                 | Дечја болница                            |               | Лулу Прат                   | Епизода: „Британска болница”                                                                              |
| 2013.                 | Ред и закон: Одељење за специјалне жртве |               | Ејвери Џордан               | Епизода: „Законито силовање”                                                                              |
| 2014.                 | Арчер                                    |               | Џулијана Калдерон (глас)    | Споредна улога (5. сезона); 4 епизода                                                                     |
| 2014.                 | Тимове и Ерикове приче за лаку ноћ       |               | Стефани                     | Епизода: „Дечаци из купатила”                                                                             |
| 2016.                 |                                          |               | себе                        | Епизода: „Сонека Мартин-Грин против Лорен Кохан”                                                          |
| 2016.                 | Миндин пројекат                          |               | Ешли                        | Гостујућа улога (4. сезона); 2. епизоде                                                                   |
| 2017.                 |                                          |               | Меги Грин (глас)            | Епизода: „Погледај ко шета”                                                                               |
| 2019.                 | Виски Кавалијер                          |               | Франческа „Френки” Троубриџ | Главна улога; 13 епизода                                                                                  |
| 2021.                 | Непобедиви                               |               | Холи / Ратница (глас)       | Епизода: „Било је време”                                                                                  |

### Видео-игре
| Година | Назив | Улога     | Реф.  |
| ------ | ----- | --------- | ----- |
| 2014.  |       | Странкиња | [ 3 ] |